# باقة الشرقية
باقة الشرقية تقع شرق باقة الغربية وللشمال الشرقي من مدينة طولكرم على بعد 18 كم منها وهي من قرى الشعراوية، ترتفع عن سطح البحر 200م.

## القرية
مساحة منشآت القرية 560 دونم، ومساحة أراضيها حوالي 4,000 دونم تحوطها أراضي قرى فراسين، نزلة أبو نار، نزلة عيسى وقفين وعتيل وزيتا وعلار والنزلة الغربية، يزرع في أراضيها الخضار المحمية وتعداد سكانها حوالي 7,000 نسمة. في القرية ثلاث مساجد ومجلس بلدي ومدارس لمختلف المراحل الدراسية، وفيها عيادة طبية عامة وخدمات البريد والهاتف والصرف الصحي والمياه.
مع بداية الانتفاضة الاولى عام 1988 اصبحت باقة الشرقية تشكل  نقطة عبور الى داخل الخط الاخضر واصبحت ثاني اكبر مركز تجاري بعد مدينة طولكرم في المحافظة ، واصبحت منطقة استثمار لجميع التجار من مختلف المدن الفلسطينية واستمرت الحركة التجارية داخل البلدة لغاية بداية انتفاضة الاقصى اواخر عام 2000 حيث بدات الحركة التجارية بالتراجع بسبب الاغلاقات والحواجز العسكرية حتى تم اغلاق المعبر المؤدي الى مدينة باقة الغربية وبناء جدارالفصل الشرقي حول البلدة عام 2002 ومن ثم بناء جدار الفصل الغربي عام 2005 مما ادى الى اغلاق جميع المحلات التجارية ورحيل جميع التجار حتى تجار البلدة الى مناطق اخرى.

### اقتصادها
كباقي قرى فلسطين اقتصادها الأساسي يعتمد على الزراعة. ومحاصيلها الأساسية هي الحبوب والخضار بالإضافة إلى الأشجار المثمرة كالزيتون والحمضيات.
ويقال أن الظاهر بيبرس أثناء حكم المماليك البحرية منحها بكاملها إلى الأمير علاء الدين الصالحي.
تتالف البلدة من عائلات عدة منها:
عائلة عمر، النصرالله, ساعد، جابر, بواقنه، جانم, عودة، أشقر, خلف، كتاني, حوراني ، سليط, أبو غليون. حسين، مجادلة, اعمر ,
وتم بناء الجدار العازل حول البلدة الذي استمر حول البلدة عامين كاملين
الذي اضر بمصالح البلدة الاقتصادية
حيث كانت هذه البلدة تعتمد على الاموال التي ياتي بها سكان عرب 48 وكان يوجد بها حركة اقتصادية نشطة جراء دخول سكان عرب 48 اليها
ولكن هذا الجدار الفاصل اضر بمصالح هذة البلدة ومنع عرب 48 من الدخول اليها
وتحد هذة البلدة من الشرق (قفين) ومن الغرب (باقة الغربية)